# Paracerebratulus adriaticus
Paracerebratulus adriaticus är en djurart som tillhör fylumet slemmaskar, och som beskrevs av Senz 1997. Paracerebratulus adriaticus ingår i släktet Paracerebratulus och familjen Cerebratulidae. Inga underarter finns listade i Catalogue of Life.